# Municipio de Grandview (Minnesota)
El municipio de Grandview (en inglés: Grandview Township) es un municipio ubicado en el condado de Lyon en el estado estadounidense de Minnesota. En el año 2010 tenía una población de 288 habitantes y una densidad poblacional de 3,17 personas por km².

## Geografía
El municipio de Grandview se encuentra ubicado en las coordenadas 44°29′39″N 95°53′16″O / 44.49417, -95.88778. Según la Oficina del Censo de los Estados Unidos, el municipio tiene una superficie total de 90.95 km², de la cual 90,92 km² corresponden a tierra firme y (0,04 %) 0,03 km² es agua.

## Demografía
Según el censo de 2010, había 288 personas residiendo en el municipio de Grandview. La densidad de población era de 3,17 hab./km². De los 288 habitantes, el municipio de Grandview estaba compuesto por el 98,26 % blancos, el 1,39 % eran asiáticos y el 0,35 % eran de una mezcla de razas. Del total de la población el 1,39 % eran hispanos o latinos de cualquier raza.